# Aragua de Maturín
Aragua de Maturín es la capital del Municipio Piar del estado Monagas en Venezuela. La voz Aragua, en el lenguaje de los indígenas chaima, significa "lisa de río".

## Historia
Fundada el 18 de diciembre de 1806 por Salvador Romero, capitán poblador, y por José Gabriel de Alcalá. En 1607 el lugar había sido sede del pueblo de españoles de San Felipe de Austria, pero éste fue trasladado al sitio que hoy ocupa el pueblo de Cariaco, estado Sucre. Luego estuvo en el sitio un hato de ganado vacuno que había sido atacado por los indígenas en 1669 y el 9 de diciembre de 1718.
En el año 1813, durante el desarrollo de la Guerra de Independencia de Venezuela, las fuerzas realistas comandadas por José Tomás Boves y el jefe español Antonio Zuazola lograron una victoria militar cerca de Aragua, donde derrotaron a las guerrillas republicanas que operaban en la zona.
Tras el enfrentamiento, los jefes realistas ofrecieron un indulto a los fugitivos, entre ellos agricultores y ganaderos que se habían refugiado en los montes cercanos para escapar del conflicto. Sin embargo, al regresar al poblado en respuesta a la promesa de perdón, muchos de estos habitantes fueron capturados, mutilados (desorejados) y ejecutados, en un acto de represalia y brutalidad que caracterizó la campaña de Boves en los Llanos venezolanos.
Este episodio forma parte de los numerosos hechos de violencia que marcaron la lucha entre realistas y patriotas, y evidencia la crueldad de la guerra irregular en las zonas rurales durante los años más intensos del proceso independentista. Sus cuerpos fueron arrojados a la cercana laguna de Inozúa, ubicada en el centro del poblado. El gobernador de Cumaná le pagaba a cada soldado de Zuazola un peso fuerte por cada oreja insurgente que le entregara. Necesario es resaltar que ante aquella masacre a Zuazola se le abrió un expediente.
El 28 de septiembre de 1817 fue apresado en Aragua el general Manuel Piar por el general Manuel Cedeño.[cita requerida] Se le hizo un juicio militar que hasta hoy día resulta muy polémico.

## Geografía completa
Está ubicado en el piedemonte de la Serranía del Interior. Presenta temperaturas promedio anuales de 23,7 °C y las precipitaciones alcanzan los 1005 mm, promedio anual.

## Infraestructura

### Servicios públicos
El servicio de agua es supervisado por la gobernación del Estado Monagas y la municipalidad. El agua que surte la ciudad proviene de la planta potabilizadora Aragua de Maturín, en la localidad de Aparicio. Dicha planta suministra agua al 70% de la población. Así lo expresó, la alcaldesa Mariángelys Tillero en noviembre de 2022.

### Salud
Cuenta con el Hospital Elvira Bueno Mesa, con servicios de Rayos X y Laboratorio.

## Cultura

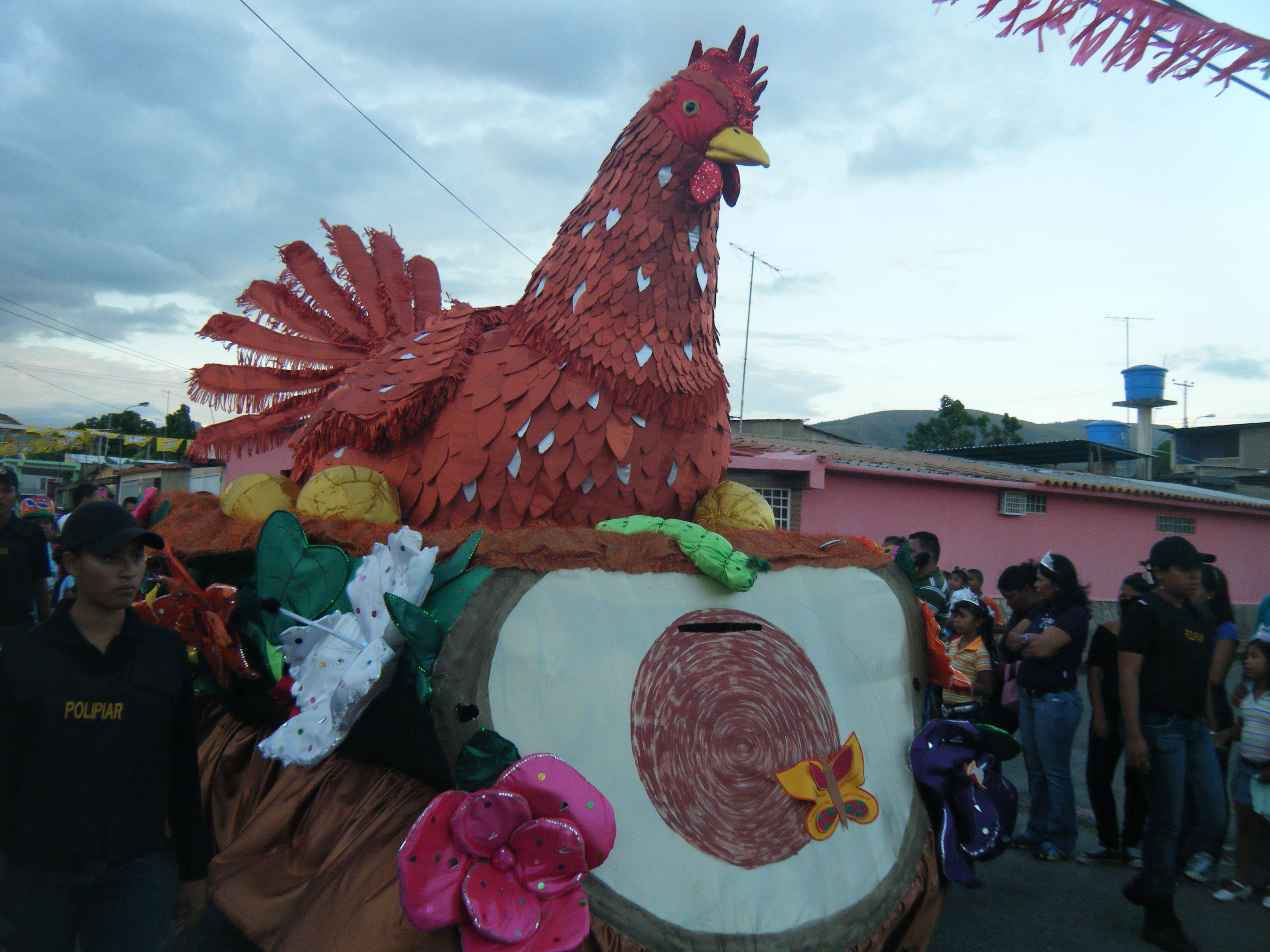
Carnavales en Aragua de Maturín.

En esta localidad es muy popular La Danza Maya, muy característico por su vestimenta y su música, esto en honor al fruto de una bromeliácea que es característica de esta zona.
Además se han hecho muy populares los Carnavales Internacionales de la Maya en donde cada año el pueblo y los turistas que asisten a esas carnestolendas que se han convertido en una de las mejores fiestas de todo el oriente del país.
Para mayo de cada año se realizan las Feria de La Maya.

### Gastronomía
En el poblado se pueden encontrar locales donde elaboran la arepa pelada de maíz, la masa se hace con maíz tierno, blanco o amarillo y se cocinan en brasas a muy baja temperatura.

### Religión
La localidad cuenta con iglesia San Isidro Labrador.

## Alcaldes
| Período   | Gobernador          | Partido/Alianza    | Notas                                         |
| --------- | ------------------- | ------------------ | --------------------------------------------- |
| 1989-1993 | Marisela Carmona    | Acción Democrática |                                               |
| 1993-1996 | Marisela Carmona    | Acción Democrática |                                               |
| 1996-2000 | Artemio Leonett     | Acción Democrática |                                               |
| 2000-2004 | Ramón Fuentes       | MIGATO             |                                               |
| 2004-2008 | Ramón Fuentes       | MIGATO             |                                               |
| 2008-2013 | Miguel Fuentes      | PSUV               | Se postergan 1 año las elecciones municipales |
| 2013-2017 | Miguel Fuentes      | PSUV               |                                               |
| 2021-2025 | Mariangelys Tillero | PSUV               |                                               |

## Ciudadanos notables
Del pasado:
- Teniente José María Espín, soldado cumanés patriota, héroe de la batalla de Urica, escogió a Aragua como su residencia, falleciendo en ella tras retirarse del ejército.[16]
- General José Miguel Barreto Pérez, patriota, nacido en Aragua, héroe de la independencia cubana a la cual apoyó como militar a las órdenes de Céspedes.[17]
- Benito Raúl Losada Azócar, poeta y escritor natural de Aragua de Maturín (2-2-1892), estudioso del esperanto.[18]
- Epiménides (Pimón) Mérida, poeta y folklorista nativo (1913), autor de la letra del Baile de la Maya.[19]
- Héctor Simoza Alarcón, "El Tigre de Carayaca" (16/1/1921 - 19/108/1984), famoso dominocista y escritor. Publicó el texto "Ciencia y Arte del Domino", un clásico en la materia que aún se edita y distribuye.[20]
- Simón Sáez Mérida, (30/10/1928- 29/5/2005), profesor, historiador, escritor y político. Luchó en la clandestinidad contra el régimen de Marcos Pérez Jiménez y cofundador del partido político Movimiento de Izquierda Revolucionaria (MIR) en 1960.[21]
- Armando Sánchez-Bueno (2/6/1922-), político y parlamentario, Gobernador del Estado Monagas (1961-1963)[22]

Del presente
- Renzo Zambrano (*26 de agosto de 1994), futbolista, actualmente forma parte de la Selección de Futbol de Venezuela como centrocampista.
- Soleidys Rengel, deportista.[23]

- Sarai Nazaret Builes Souquett, Miss Mérida 2018 y embajadora de la marca Valmy, ganadora de la banda Miss Manos de Pasarela, y estudiante de medicina. http://revistaronda.net/conoce-a-seis-de-las-candidatas-al-miss-venezuela-2018/#
- Francisco "Pancho" Avila, Poeta-Artista-Presentador-Periodista-Locutor, Licenciado en Comunicación Social (UCV) Declarado hijo Ilustre de Aragua de Maturín, en la Actualidad es el Presentador de Corazón Llanero